# Menzingen (Kraichtal)
Menzingen (südfränkisch: Menzinge) ist ein Stadtteil von Kraichtal im Landkreis Karlsruhe im nordwestlichen Baden-Württemberg.

## Geographie
Menzingen liegt in der Hügellandschaft des Kraichgaus im Tal des Menzinger Dorfbachs, der über den Börsbach weiter südwestlich bei Gochsheim in den Kraichbach entwässert. Die Gemarkungsfläche beträgt 1,570 ha. Die Gemarkung wurde einst von stark zersplitterten Ackerparzellen sowie zahlreichen Hohlwegen geprägt, hat jedoch in der zweiten Hälfte des 20. Jahrhunderts durch eine vollständige Flurbereinigung ihren ursprünglichen Charakter weitgehend verloren. Der historische Siedlungskern liegt im Norden des Ortes bei den beiden Herrensitzen. Die Siedlung hat sich durch Neubau- und Gewerbegebiete in jüngerer Zeit jedoch stark nach Süden ausgedehnt.

## Geschichte

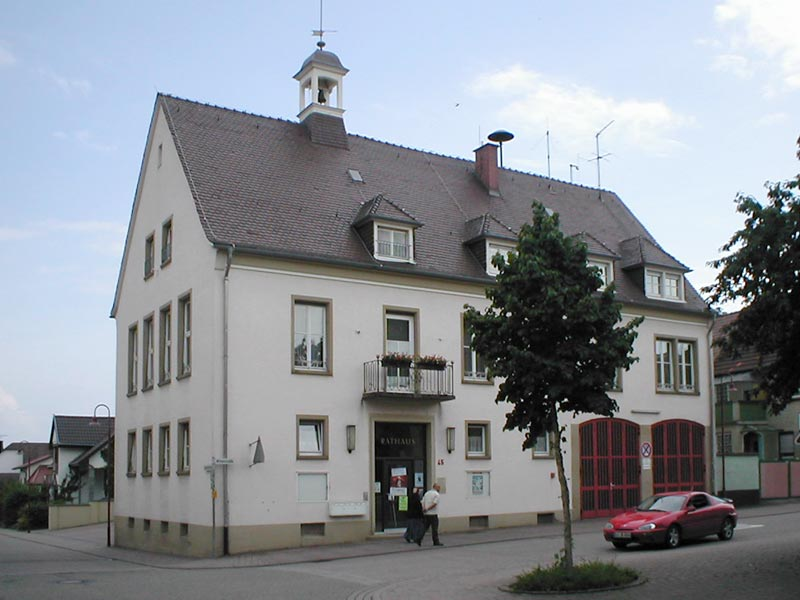
Rathaus in Menzingen

Menzingen wurde Jahr 770 anlässlich einer Schenkung erstmals urkundlich im Lorscher Codex erwähnt. In der Folge erlangte das Kloster Lorsch umfangreichen Besitz am Ort. Im Spätmittelalter vergaben die Grafen von Katzenelnbogen die Ortsherrschaft an die Herren von Mentzingen, die den Ort als Teil des Ritterkantons Kraichgau bis 1805 beherrschten. Bereits 1359 wurden zwei Burgen am Ort erwähnt, vermutlich die Vorgängerbauten des Menzinger Wasserschlosses und der Schwanenburg. Die Oberlehensherrschaft lag ab dem 15. Jahrhundert bei den Landgrafen von Hessen. Der Ortsherr Peter von Mentzingen führte 1521 die Reformation und 1546 eine Dorfordnung ein. Mathäus Kochhaf († 1559), der Vater des Reformators David Chyträus, war ab 1530 evangelischer Pfarrer in Menzingen.
Die Schreibweisen des Ortsnamens und der Ortsherrschaft wechselten mehrfach. Die damals herrschaftliche Familie schreibt sich heute Mentzingen, während der Ortsname seit dem 19. Jahrhundert Menzingen geschrieben wird. Menzingen kam 1805 an Baden, gehörte dann zunächst zum Oberamt Gochsheim, ab 1813 zum Bezirksamt Bretten und ab 1924 zum Bezirksamt Bruchsal. 
Gegen Ende des Zweiten Weltkrieges wurden unter anderem Rathaus und Wasserschloss durch einen Bombenangriff zerstört.
Am 1. September 1971 vereinigte sich Menzingen mit den Städten Gochsheim und Unteröwisheim sowie mit den Gemeinden Bahnbrücken, Landshausen, Münzesheim, Neuenbürg, Oberacker und Oberöwisheim zur neuen Stadt Kraichtal.
Am 31. Dezember 2005 gab es in Menzingen 2094 Einwohner.

## Wappen
Das Wappen des ehemals eigenständigen Menzingen zeigt auf silbernem Grund ein schwarzes Mühlrad.

## Sehenswürdigkeiten

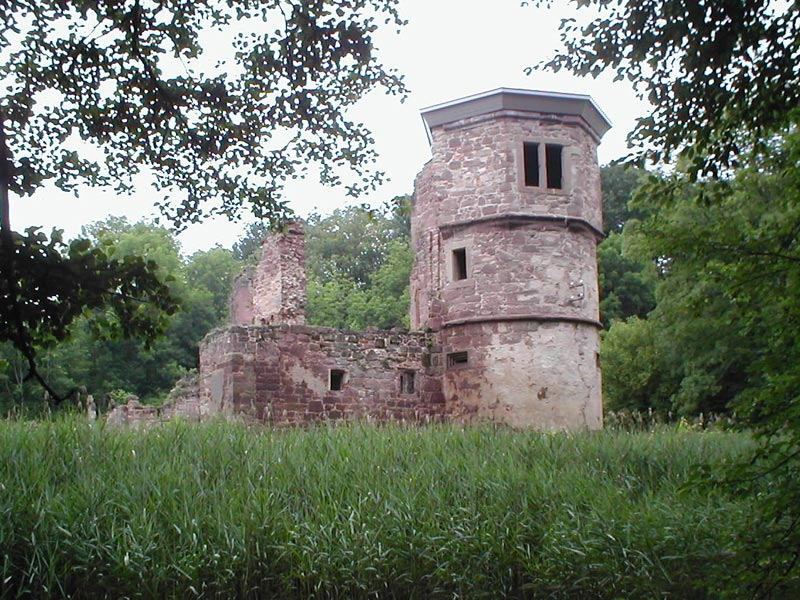
Ruine von Wasserschloss Menzingen

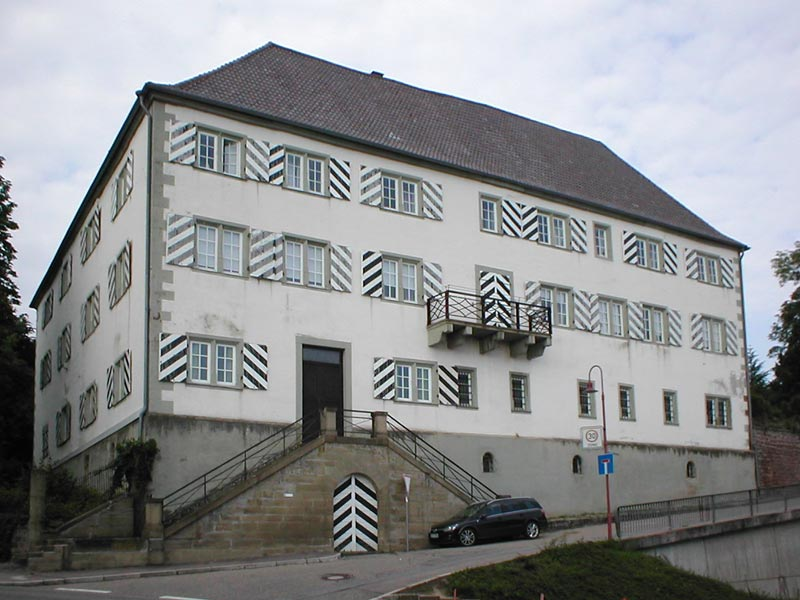
Schwanenburg

Das Wasserschloss Menzingen geht vermutlich auf die 1359 als Tiefburg erwähnte Burg zurück. Sie wurde im Bauernkrieg 1525 zerstört und unter Peter von Mentzingen (1498–1565) von 1529 bis 1539 neu als dreistöckige und dreiflügelige Anlage im Stil der Renaissance errichtet. Das Schmuckwappen über dem Hauptportal stammt von 1707. Das Schloss war von 1723 bis 1790 unbewohnt, wurde danach aufgestockt und galt zu Beginn des 20. Jahrhunderts als das authentischste Wasserschloss im Kraichgau. Die nach der Zerstörung am 2. April 1945 überwachsene Ruine wurde erst nach 1991 wieder freigelegt und gesichert.
Südöstlich oberhalb des Wasserschlosses befindet sich die Schwanenburg, die 1569 erbaut wurde und im Kern auch auf ein älteres Bauwerk zurückgeht. Das Hauptgebäude ist bis heute erhalten.
Nahe den beiden Herrensitzen im historischen Ortskern stehen noch zahlreiche historische Gebäude, darunter viele Fachwerkhäuser. Markant sind das Fachwerkgebäude mit dem Säulenvorbau in der Oberen Schlossstraße,  das barocke Anwesen mit Tordurchfahrt unterhalb der Schwanenburg und ein Wohnhaus mit Kieselmosaikfassade aus dem späten 19. Jahrhundert in der Heilbronner Straße.

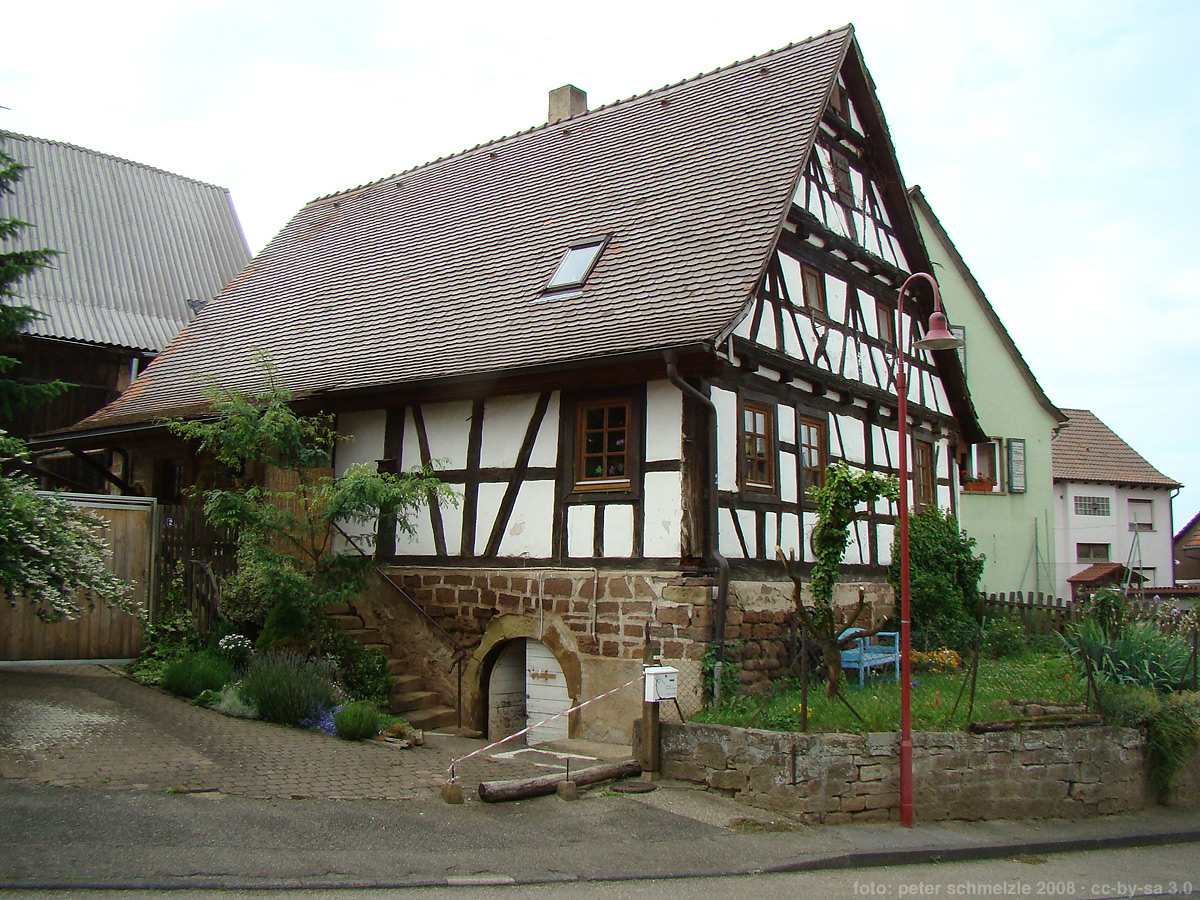
Fachwerkhaus
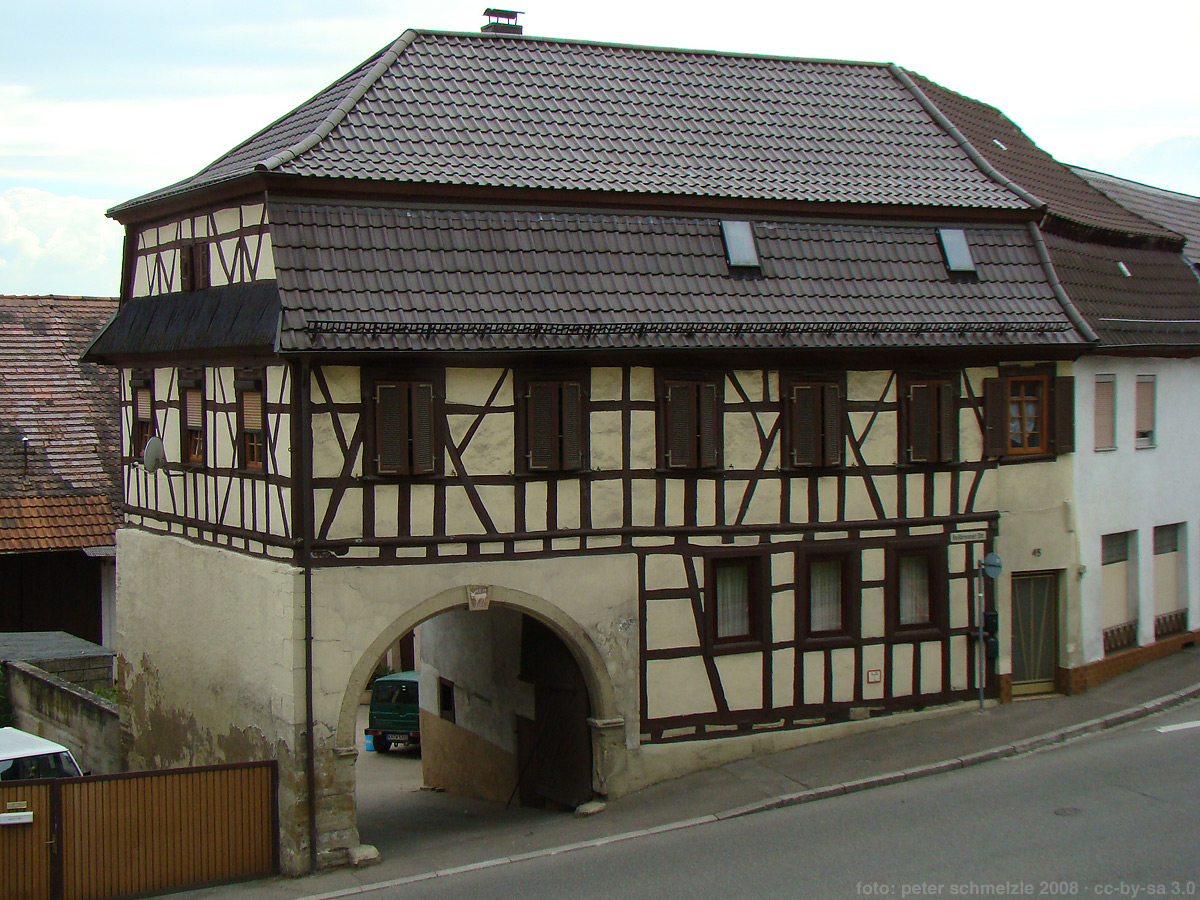
Barockes Anwesen
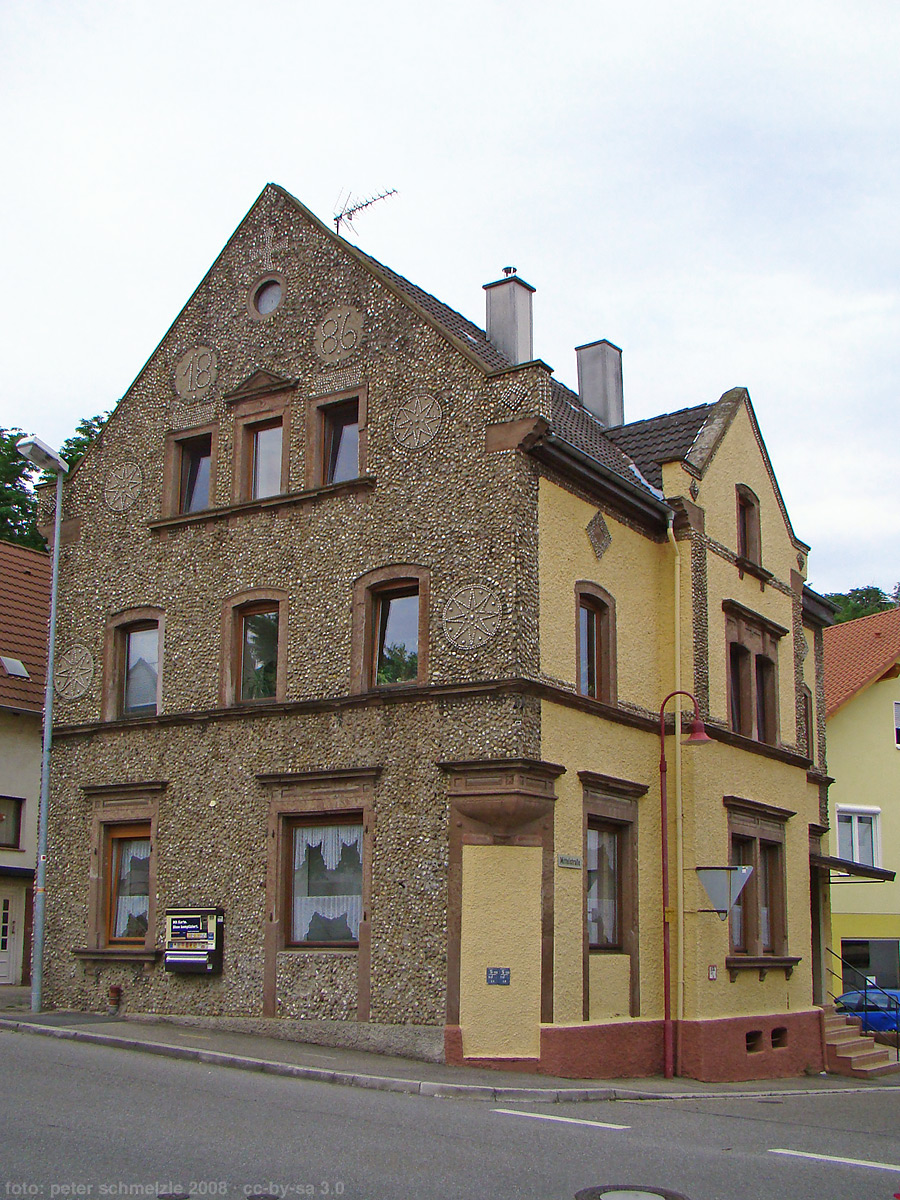
Wohnhaus, 19. Jahrhundert

- Fachwerkhaus
- Fachwerkhaus

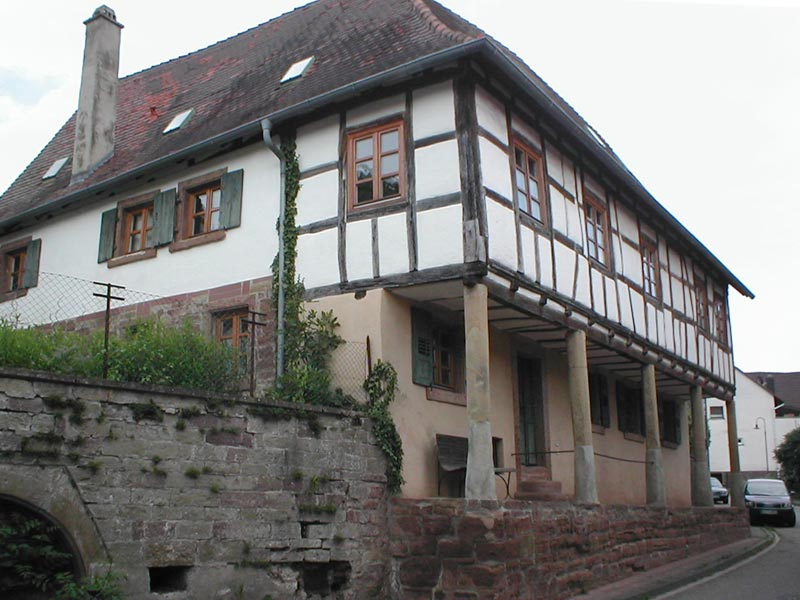
Fachwerkhaus
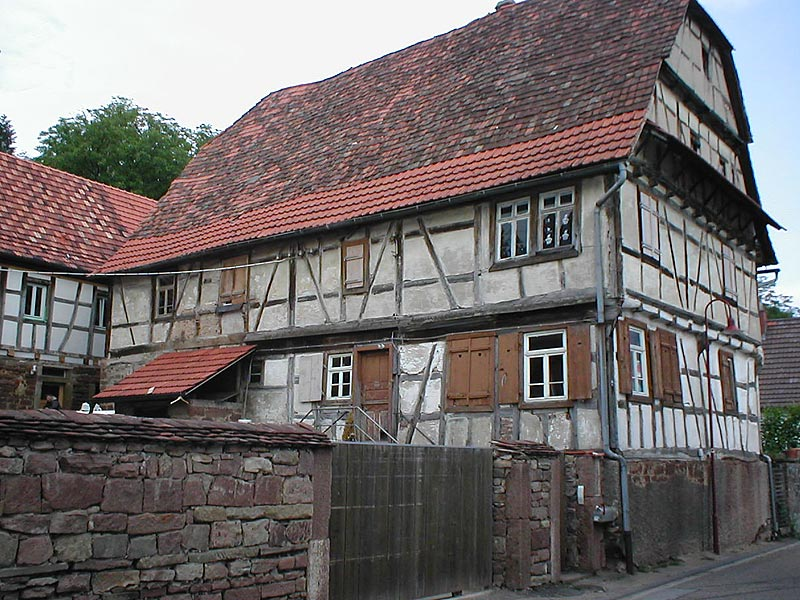
Fachwerkhaus
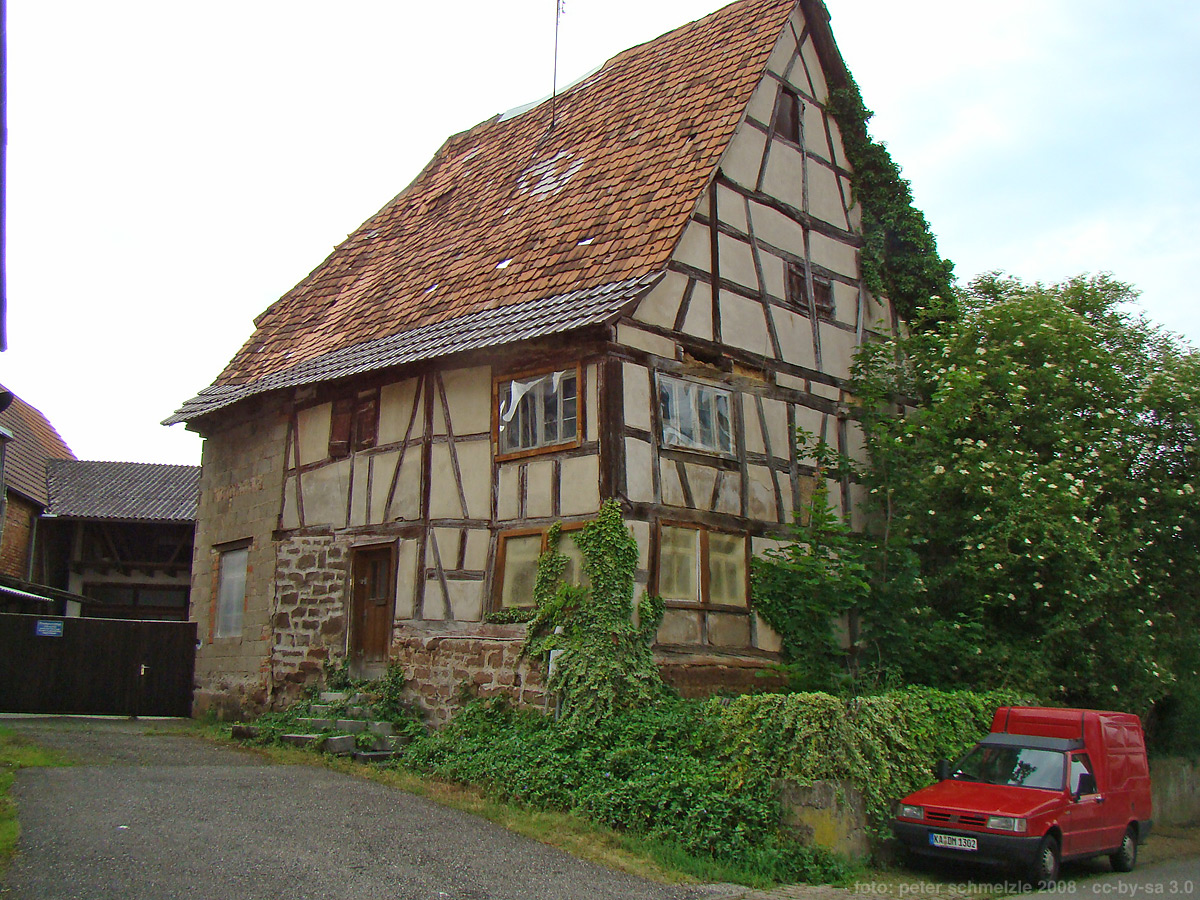
Fachwerkhaus

- Barockes Anwesen
- Wohnhaus, 19. Jahrhundert

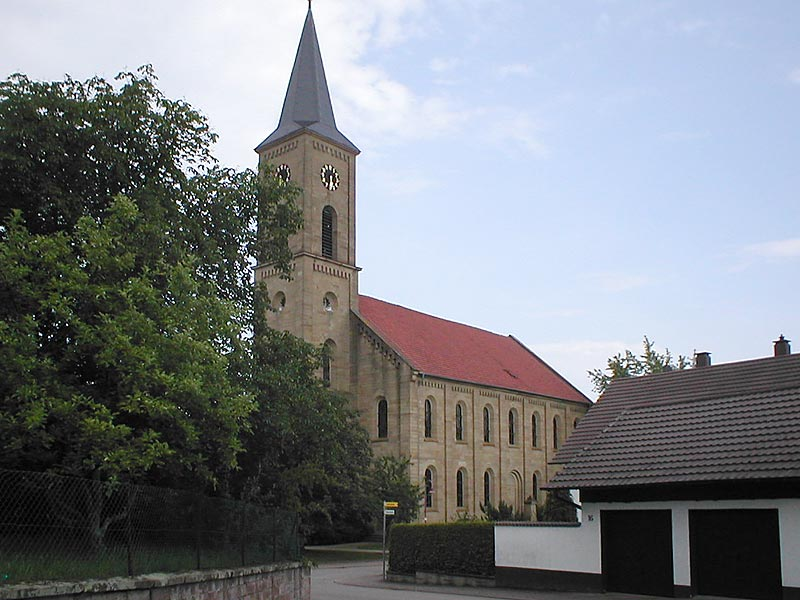
Evangelische Kirche

Die evangelische Kirche geht auf eine im Jahr 770 erwähnte Nazariuskirche zurück, wurde jedoch 1846 bis 1848 an anderer Stelle als die kleinere und baufällige Vorgängerin neu errichtet. Das Denkmal für die Krieger von 1870/71 bei der evangelischen Kirche gestaltete der Brettener Bildhauer Ludwig Christof Meffle. Gegenüber der Kirche befindet sich das historische evangelische Pfarrhaus. Unweit der davon wurde 1958/59 die katholische Kirche St. Anna als Filialkirche von Landshausen erbaut.

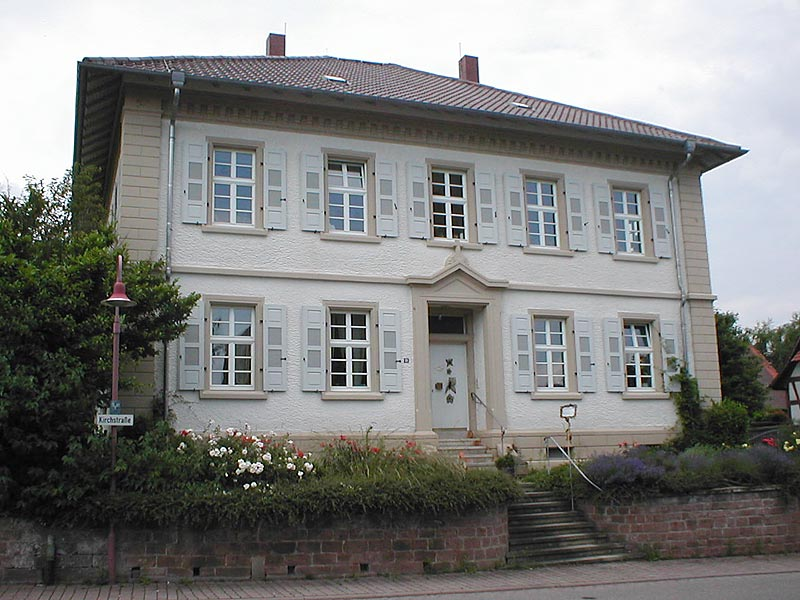
Evangelisches Pfarrhaus
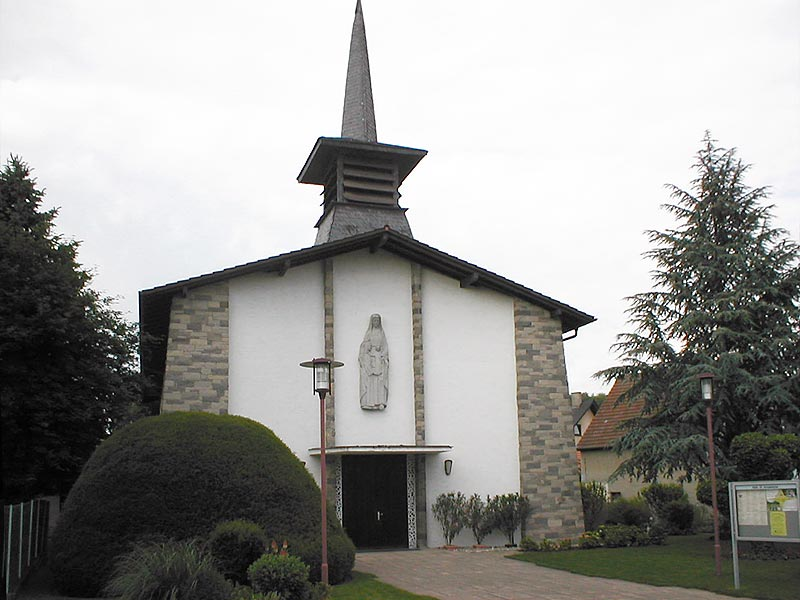
Katholische Kirche St. Anna

## Verkehr
Der Menzinger Bahnhof ist der Endbahnhof der Kraichtalbahn von Bruchsal nach Menzingen. Er wird von Tram Trains der Albtal-Verkehrs-Gesellschaft bedient.
| Linie                                 | Linienverlauf | Takt                                                            |
| ------------------------------------- | --- | --------------------------------------------------------------- |
| S-Bahn S 32                           | Menzingen (Baden) – Bahnbrücken – Gochsheim (Baden) – Münzesheim Ost – Münzesheim – Oberöwisheim – Unteröwisheim – Unteröwisheim Martin-Luther-Straße – Ubstadt Salzbrunnenstraße – Ubstadt Ort – Bruchsal Stegwiesen – Bruchsal Schlossgarten – Bruchsal – Bruchsal Gewerbliches Bildungszentrum – Untergrombach – Weingarten (Baden) – Karlsruhe-Durlach – Karlsruhe Hbf | 20/40-Minuten-Takt, zu HVZ dritter Zug pro Stunde nach Bruchsal |
| Freizeitexpress Albtäler (S-Bahn) FEX | Menzingen (Baden) – Bahnbrücken – Gochsheim (Baden) – Münzesheim Ost – Münzesheim – Oberöwisheim – Unteröwisheim – Unteröwisheim Martin-Luther-Straße – Ubstadt Salzbrunnenstraße – Ubstadt Ort – Bruchsal Stegwiesen – Bruchsal Schlossgarten – Bruchsal – Bruchsal Gewerbliches Bildungszentrum – Untergrombach – Weingarten (Baden) – Karlsruhe-Durlach – Karlsruhe Hbf – Ettlingen West – Ettlingen Stadt – Busenbach – Etzenrot – Fischweier – Marxzell – Frauenalb-Schielberg – Bad Herrenalb Kullenmühle – Bad Herrenalb | An Sonn- & Feiertagen um 08:20 Uhr & 15:20 Uhr                  |
| Bus 138                               | Menzingen Bahnhof – Menzingen Rathaus – Menzingen Schule – Landshausen Röhrbrunnen | Von Montag bis Freitag: 20-Minuten-Takt                         |
| Bus 139                               | Neuenbürg Raiffeisenbank – Oberöwisheim Feuerwehrhaus – Oberöwisheim Friedhof – Oberöwisheim Neuenwegstraße – Oberöwisheim Bahnhof – Münzesheim Bahnhof – Oberacker Rathaus – Gochsheim Bauerbacher Straße – Gochsheim Krone – Bahnbrücken Gochsheimer Straße – Bahnbrücken Kindergarten – Bahnbrücken Bahnhof – Menzingen Bahnhof – Menzingen Rathaus – Landshausen Röhrbrunnen | Von Samstag bis Sonntag, sowie an Feiertagen: 2-Stunden-Takt    |

## Persönlichkeiten
- Lippmann Hirsch Loewenstein (* 1. Dezember 1809 in Menzingen; † am 12. Dezember 1848 in Frankfurt-Rödelheim), Orientalist und Bibelübersetzer
- Ferdinand Bernauer (* 23. Juli 1892 in Menzingen; † 16. Mai 1945 in Berlin), Geologe und Mineraloge